# Damián Moretta
Damián Moretta (* 22. Mai 2000) ist ein argentinischer Hürdenläufer, der sich auf die 400-Meter-Distanz spezialisiert hat und auch im Zehnkampf an den Start geht.

## Sportliche Laufbahn
Erste Erfahrungen bei internationalen Meisterschaften sammelte Damián Moretta im Jahr 2016, als er bei den U18-Südamerikameisterschaften in Concordia mit 6525 Punkten die Goldmedaille im Zehnkampf gewann. Im Jahr darauf belegte er bei den U18-Weltmeisterschaften in Nairobi mit 6755 Punkten den achten Platz und 2018 schied er bei den U20-Weltmeisterschaften in Tampere mit 53,43 s in der ersten Runde über 400 m Hürden aus. Anschließend belegte er bei den U23-Südamerikameisterschaften in Cuenca in 52,86 s den fünften Platz und belegte sowohl mit der 4-mal-100- sowie mit der 4-mal-400-Meter-Staffel jeweils den vierten Platz. 2019 gewann er bei den U20-Südamerikameisterschaften in Cali in 51,02 s die Silbermedaille und anschließend belegte er bei den U20-Panamerikameisterschaften in San José in 55,03 s den achten Platz. 2021 gewann er bei den erstmals ausgetragenen Panamerikanischen Juniorenspielen in Cali mit 6959 Punkten die Bronzemedaille im Zehnkampf hinter dem Brasilianer José Santana und Esteban Ibáñez aus El Salvador. 2022 gewann er bei den U23-Südamerikameisterschaften in Cascavel mit 6683 Punkten die Bronzemedaille hinter dem Ecuadorianer Julio Angulo und Henrique Motta aus Brasilien. Im Jahr darauf kam er bei den Südamerikameisterschaften in São Paulo über 400 m Hürden nicht ins Ziel.
2022 wurde Moretta argentinischer Meister im 400-Meter-Hürdenlauf sowie 2023 in der 4-mal-400-Meter-Staffel.

## Persönliche Bestzeiten
- 400 m Hürden: 51,02 s, 16. Juni 2019 in Cali
- Zehnkampf: 6959 Punkte, 1. Dezember 2021 in Cali